# Karol IV w mundurze pułkownika Gwardii de Corps
Karol IV w mundurze pułkownika Gwardii de Corps (hiszp. Carlos IV en uniforme de coronel de la Guardia de Corps) – obraz olejny hiszpańskiego malarza Francisca Goi (1746–1828).
W 1788 roku zmarł Karol III, król Hiszpanii, na którego dworze pracował Goya. Jego najstarszy żyjący syn, infant Karol (1748–1819) był królem Neapolu i Sycylii, zrzekł się jednak swojego królestwa na rzecz syna i przybył do Madrytu w 1789 roku, aby objąć tron Hiszpanii jako Karol IV. Nowy król podobnie jak jego ojciec cenił prace Goi i mianował go swoim nadwornym malarzem.
Portret króla i jego pendant Królowa Maria Ludwika w stroju dworskim powstały na zlecenie monarchów jako prezent dla ministra Manuela Godoya. Obydwa obrazy znajdowały się w kolekcji Godoya do jego upadku w 1808. Obecnie znajdują się w Pałacu Królewskim w Madrycie, a ich wierne kopie pędzla Agustína Esteve należą do kolekcji Prado. Historyk sztuki Morales y Marín uważa, że obrazy miały być prezentem dla Napoleona, jednak intencje monarchów zmieniły się pod wpływem „wojny pomarańczowej”, która poprowadziła do francuskiej inwazji na Półwysep Iberyjski.
Król przedstawiony w pozycji stojącej, lekko zwrócony w prawo, na ciemnym, neutralnym tle. Ma na sobie mundur pułkownika Gwardii de Corps – niebieski kaftan podbity na czerwono oraz kamizelkę i spodnie w tym samym kolorze. Jedną ręką opiera się na lasce, a w drugiej trzyma kapelusz. Na jego piersi widnieją biało-błękitna wstęga i krzyż Orderu Karola III, czerwona wstęga neapolitańskiego Orderu Świętego Januarego, a pod nią niebieska wstęga francuskiego Orderu Ducha Świętego. Order Złotego Runa, którego był wielkim mistrzem, jest zawieszony na szyi na czerwonej wstędze. Nosi również symbole czterech hiszpańskich zakonów rycerskich: Kalatrawy, Montesa, Alcántara i Santiago.  

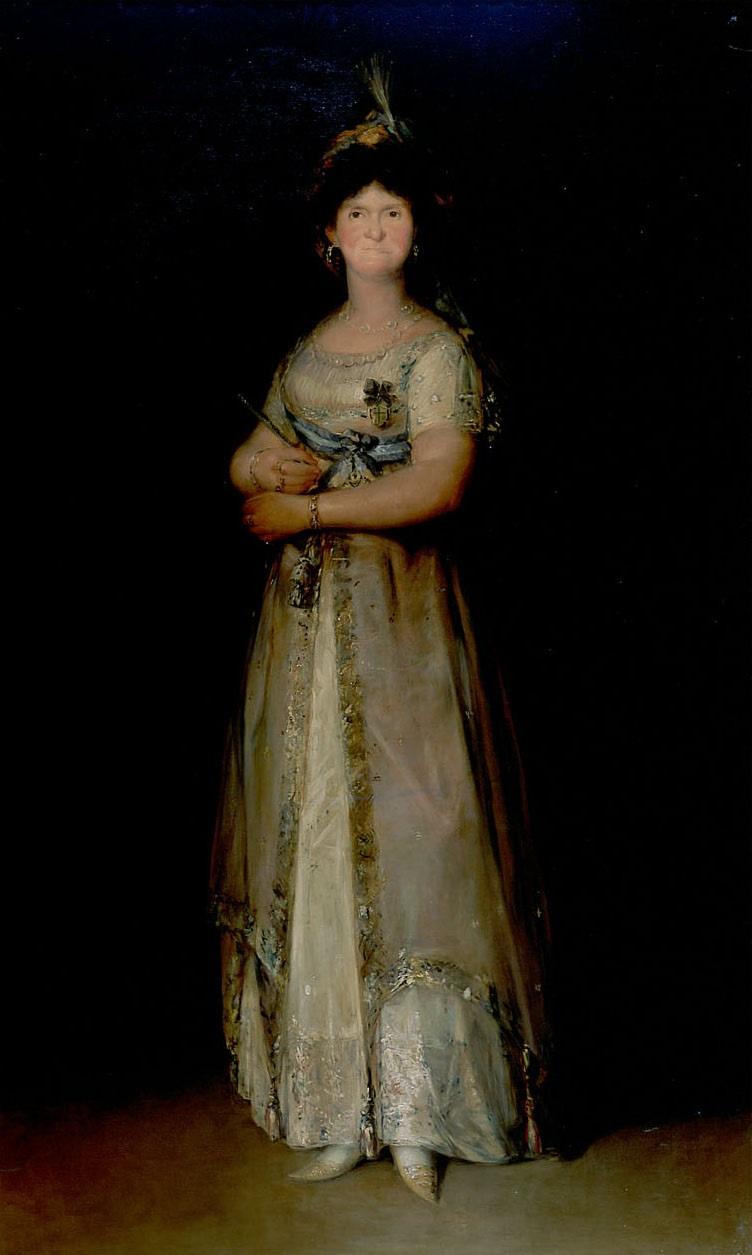
Królowa Maria Ludwika w stroju dworskim